# Antonio Moriconi
Antonio Moriconi (Roma, 6 luglio 1921 – ...) è stato un arbitro di calcio italiano.

## Biografia
Nato a Roma nel 1921, faceva parte proprio della sezione AIA della capitale.
Debuttò in Serie B nel 1953, a 32 anni, dirigendo Brescia-Padova del 22 novembre, 10ª di campionato, sfida terminata 2-0 per i lombardi.
L'esordio in Serie A arrivò a fine di quella stagione, il 30 maggio 1954, in Atalanta-Fiorentina 1-1, 34ª e ultima di campionato.
Il 9 marzo 1958 diresse Juventus-Milan del 24º turno di Serie A, finita 1-0 per i bianconeri con gol di Charles.
Nella stagione successiva, il 4 marzo 1959, arbitrò l'andata dei quarti di finale di Coppa dei Campioni, tra gli spagnoli dell'Atlético Madrid e i tedeschi occidentali dello Schalke 04, terminata 3-0 per i padroni di casa.
Chiuse la carriera arbitrale a fine 1959, arbitrando per l'ultima volta il 27 dicembre, in Udinese-Bologna 1-0 del 13º turno di Serie A.
In totale in carriera diresse 68 gare in Serie A e 38 in Serie B.